# Michael Mullen

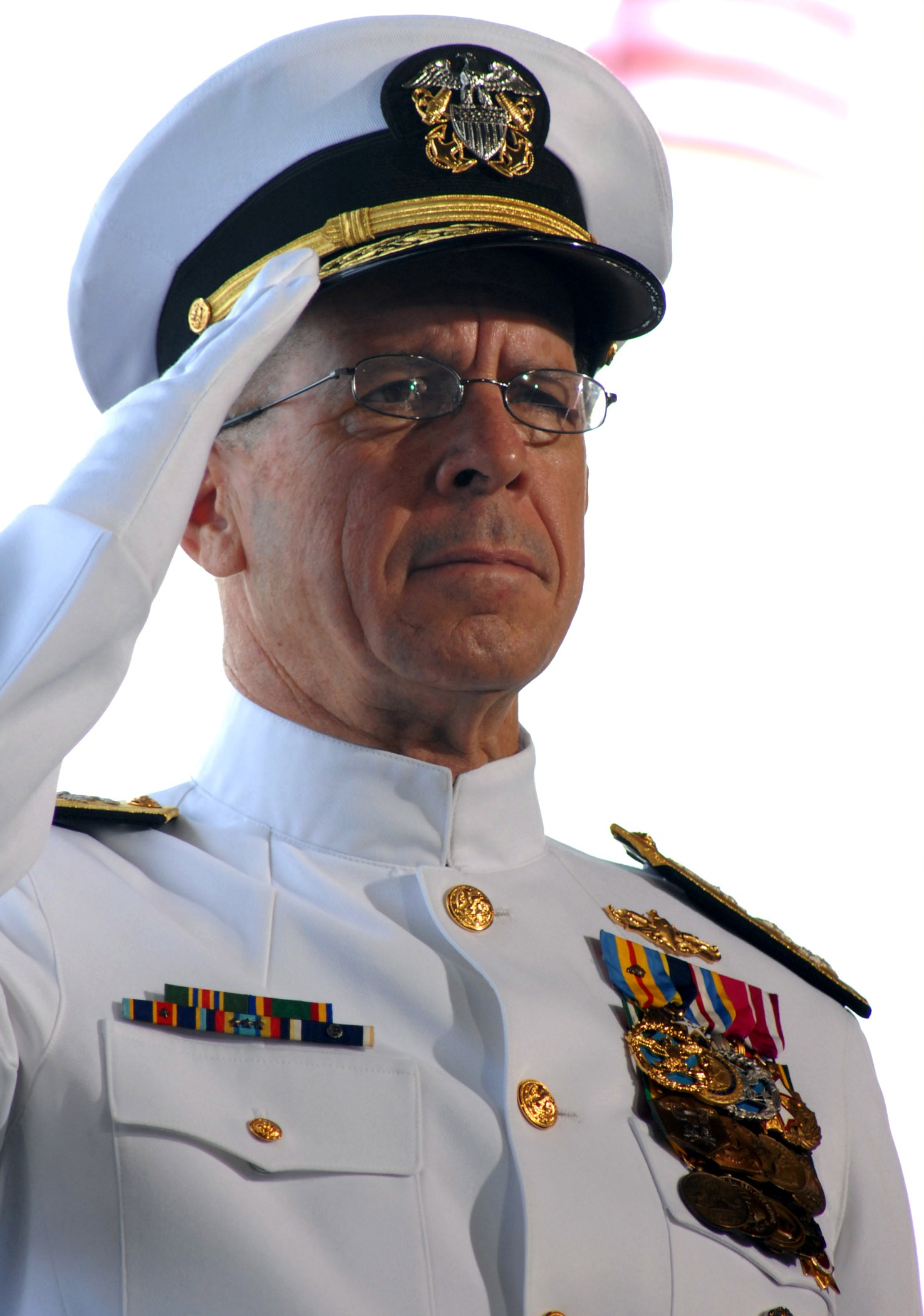
Adm. Michael Glenn Mullen, 2007

Michael Glenn Mullen (ur. 4 października 1946 w Los Angeles) – amerykański oficer, admirał United States Navy, uczestnik wojny wietnamskiej, wiceszef Operacji Morskich (2003–2004), dowódca Sił Marynarki Wojennej USA w Europie (2004–2005), szef Operacji Morskich (2007–2011), przewodniczący Kolegium Połączonych Szefów Sztabów (2007–2011).

## Życiorys
Mullen urodził się i wychował w Hollywood, gdzie jego ojciec świadczył usługi rzecznika prasowego dla osób ze świata rozrywki, a matka była asystentką piosenkarza i aktora Jimmy'ego Durante'a. Ukończył szkołę podstawową i średnią w Los Angeles, a następnie odbył studia w United States Naval Academy w Annapolis. Jako młody oficer służył na takich okrętach jak USS „Collett”, USS „Blandy”, USS „Fox” czy USS „Sterett”. Brał także udział w wojnie wietnamskiej. Pierwszą dowodzoną przez niego jednostką był tankowiec wojskowy USS „Noxubee”. Później pod jego komendą znalazł się niszczyciel rakietowy USS „Goldsborough”, a następnie krążownik USS „Yorktown”. W kolejnych latach awansował na dowódcę Drugiej Grupy Niszczycieli i Krążowników, a później dowódcę Grupy Bojowej Lotniskowca USS „George Washington”. W 1985 ukończył studia podyplomowe w zakresie badań operacyjnych na Naval Postgraduate School w Monterrey, a w 1991 zakończył szkolenie w ramach Programu Zaawansowanego Zarządzania na Harvard Business School w Bostonie.
Oprócz stanowisk liniowych na okrętach, Mullen służył również w administracji swojej macierzystej uczelni w Annapolis oraz w Pentagonie. W tym ostatnim początkowo związany był z Biurem Personelu Marynarki Wojennej, a następnie znalazł się w zespole Departamentu Obrony ds. testów operacyjnych. Później trafił do Dowództwa Operacyjnego Marynarki Wojennej, gdzie zajmował kilka stanowisk, dochodząc w sierpniu 2003 do szczebla zastępcy dowódcy operacyjnego. Jesienią 2004 został skierowany do Neapolu, gdzie objął dowództwo operacyjne sił NATO w basenie Morza Śródziemnego, na Bałkanach i w Iraku. Równolegle zajmował też stanowisko regionalnego dowódcy Sił Marynarki Wojennej USA w Europie. W maju 2005 wrócił do Waszyngtonu, aby zostać Szefem Operacji Morskich (Chief of Naval Operations).
8 czerwca 2007 sekretarz obrony USA Robert Gates ogłosił, iż przedłoży prezydentowi USA kandydaturę Mullena na stanowisko Przewodniczącego Kolegium Połączonych Szefów Sztabów (Chairman of the Joint Chiefs of Staff) – jest to najwyższe stanowisko, jakie może zajmować w USA żołnierz w służbie czynnej. George W. Bush oficjalnie zaakceptował tę kandydaturę 28 czerwca, a 3 sierpnia 2007 wymaganą prawem zgodę na tę nominację wyraził Senat Stanów Zjednoczonych. Mullen został zaprzysiężony i objął urząd na dwuletnią kadencję w dniu 1 października 2007. W 2009 prezydent Barack Obama powierzył mu stanowisko Przewodniczącego na drugą (i zwyczajowo ostatnią) kadencję. Pod koniec maja 2011 Obama ogłosił, iż następcą Mullena będzie gen. Martin Dempsey, dotychczasowy szef sztabu United States Army. Mullen zakończył swoją służbę jako Przewodniczący Kolegium, a także całą karierę wojskową, w dniu 30 września 2011. Następnie przeszedł na emeryturę.

## Odznaczenia[5]
- Navy Surface Warfare Badge (Officer)
- Office of the Joint Chiefs of Staff Identification Badge
- Defense Distinguished Service Medal – trzykrotnie
- Navy Distinguished Service Medal – dwukrotnie
- Defense Superior Service Medal
- Legia Zasługi – sześciokrotnie
- Meritorious Service Medal
- Navy and Marine Corps Commendation Medal
- Navy and Marine Corps Achievement Medal
- Navy Unit Commendation
- Navy Meritorious Unit Commendation
- Navy "E" Ribbon
- Navy Expeditionary Medal
- National Defense Service Medal – trzykrotnie
- Armed Forces Expeditionary Medal
- Vietnam Service Medal – dwukrotnie
- Global War on Terrorism Service Medal
- Humanitarian Service Medal – dwukrotnie
- Navy Sea Service Deployment Ribbon – czterokrotnie
- Navy and Marine Corps Overseas Service Ribbon – dwukrotnie
- Oficer Orderu Australii (Order of Australia, 2010 Australia)
- Komandor Orderu Zasługi (Chile)
- Kawaler Orderu Legii Honorowej (2007, Francja)
- Wielki Oficer Orderu Zasługi RFN (2011, Niemcy)
- Gallantry Cross Unit Citation Ribbon (Republika Wietnamu)
- Civil Actions Unit Citation Ribbon (Republika Wietnamu)
- Wielki Oficer Orderu Zasługi Republiki Włoskiej (2007, Włochy)
- Medal NATO za misje w byłej Jugosławii (NATO Medal for Former Yugoslavia, NATO)

## Życie prywatne
Admirał Mullen jest żonaty z Deborą Mullen, z którą ma dwóch synów: Johna i Michaela juniora. Obaj poszli w ślady ojca i służą w US Navy, obecnie obaj w stopniu poruczników.